# Juan Roig y Soler
Juan Roig y Soler (en catalán: Joan Roig i Soler) (Barcelona, 1852-1909) fue un pintor español, miembro de la Escuela luminista de Sitges. 

## Biografía

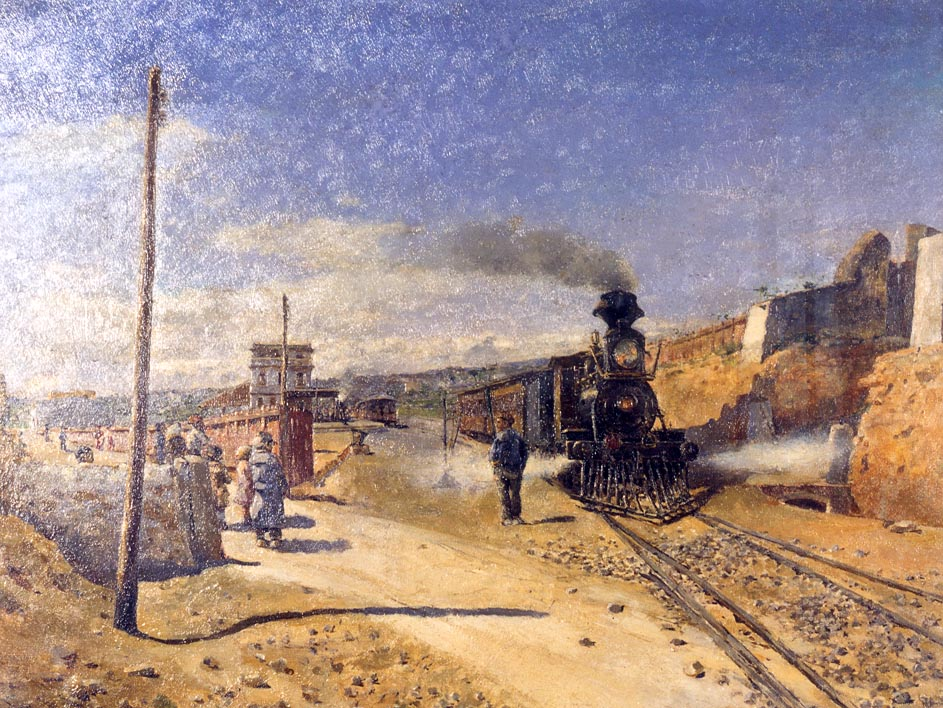
Estación de ferrocarril, 1882. Colección Arte de la Villa de Sitges, Barcelona

Formado en la Escuela de Bellas Artes de la Lonja, donde fue discípulo de Modesto Urgell, se trasladó a París y a Roma para perfeccionar sus estudios. Estuvo muy vinculado a Sitges, donde vivió desde 1881, e inició allí, junto con Arcadio Mas, la informal Escola Luminista catalana. Paisajista destacado, pintó también en Blanes, Tosa de Mar, Cadaqués, Moyá, Camprodón, Barcelona, Mallorca, etc. dentro de un estilo similar al impresionismo que precedió al modernismo de Santiago Rusiñol y Ramón Casas, que contactaron con Sitges gracias a él. Aparte de en Barcelona, expuso también en Madrid, Zaragoza y París.
Su pintura, caracterizada por una delicada técnica, demuestra la predilección del artista por las marinas y paisajes urbanos. Representó perfectamente las playas de Barcelona.
Dejó una interesante libreta en la que apuntaba cuidadosamente los cuadros que vendía, su precio y la persona o entidad que los adquiría, manuscrito que se conserva en la Biblioteca de Cataluña (Ms. 3023) y que fue publicado en el Boletín de la Real Academia de Bellas Artes de San Jorge.